# Pardot Kynes
Pardot Kynes è un personaggio immaginario ideato da Frank Herbert nel romanzo fantascientifico Dune.

## Descrizione
Pardot Kynes è il giovane figlio di due cittadini imperiali che, dopo aver offeso in circostanze mai chiarite l'Imperatore dell'Universo Conosciuto, Elrood IX, vengono mandati in esilio su Salusa Secundus, l'arido e inospitale pianeta prigione su cui vengono addestrati i temuti Sardaukar al servizio della Casa Corrino.
È proprio su questo pianeta che il bambino scopre la propria passione per l'ecologia e l'etologia, esplorando le zone più aride e desolate di cui osserva con attenzione la flora e la fauna, compiendo i suoi primi esperimenti botanici. In età adulta si diploma con onore nelle discipline ecologiche, ambientali e faunistiche, e in pochi anni guadagna una discreta fama come ricercatore.
Personaggio professionalmente assai eclettico e modesto sul piano personale, ama definirsi un semplice scienziato, e si sente lievemente a disagio in tutti quei rapporti che impongono una certa etichetta. Per conto dei funzionari e cortigiani di Elrood, Kynes esplora un'infinità di pianeti come Bela Tegeuse, su cui la vita è avversa alle esigenze umane, e in più occasioni trova i mezzi per sospingerne l'ecologia verso sviluppi più compatibili nei riguardi della colonizzazione umana.
Ormai un uomo di mezza età, viene convocato da Elrood in persona al Palazzo degli imperatori su Kaitain per ricevere l'incarico di studiare il melange di Arrakis con lo scopo di riprodurlo regolarmente su altri mondi sotto il diretto controllo dei Corrino, annullando in tal modo il monopolio degli infidi Harkonnen, che ormai da quarant' anni sono i signori feudali di Arrakis, luogo da cui tessono le loro contorte trame di potere.
Kynes, diventato a pieno titolo un funzionario imperiale con l'obbligo di riferire direttamente all'Imperatore, si reca dunque su Arrakis, dove beneficia della protezione degli Harkonnen, senza però riceverne un eccesso di interesse e simpatia. Fin dal primo giorno rimane folgorato dalle condizioni insolite del pianeta, un immenso e millenario erg di sabbia e rocce battuto dai venti, e capisce che non si tratta solo di un immenso magazzino naturale di melange, ma di un centro di vita che potrebbe essere tramutato in un giardino rigoglioso e straordinariamente ricco d'acqua.
Quasi del tutto dimentico delle ricerche sul melange, la sua attuale priorità consiste nell'incontrare i selvaggi e misteriosi Fremen, i nativi di Arrakis, che potrebbero giocare un ruolo determinante nello sviluppo ecologico planetario. Quasi in risposta, un giorno si imbatte in sei soldati Harkonnen impegnati in una feroce aggressione a tre giovani Fremen, che aiuta a difendersi combattendo al loro fianco, uccidendo i loro assalitori. L'ecologo viene condotto dai tre giovani riconoscenti in un sietch, un villaggio Fremen, dove per la prima volta illumina le menti degli abitanti circa la possibilità di migliorare le cose.
I naib, gli anziani capitribù, sono tuttavia scettici verso le sue teorie e gelosi dei loro arcani segreti: da tempo immemore i Fremen diffidano dell'Impero che li perseguita, e Kynes stesso è un servitore dell'Impero, pericolosamente entrato in una delle loro caverne. Inviano dunque un lottatore scelto perché lo uccida, consentendo alla tribù di prendere l'acqua dal suo cadavere, ma giunto di fronte alla vittima il Fremen si rivolta contro la lama e si uccide. Da questo momento in poi, in virtù del misticismo e delle superstizioni Fremen, Kynes è ritenuto un Umma, un santo profeta inviato da Dio, e in questa veste convince i nativi di Arrakis a unirsi a lui nella lotta per fare del loro pianeta un paradiso di acqua e vegetazione.
Negli anni organizza abilmente le tribù perché occupino i deserti, riesumando vecchie caverne abbandonate da secoli, e costruiscano immensi depositi in cui si possa cominciare ad accumulare l'acqua estratta dall'umidità dell'aria. Nel corso del tempo sempre più Fremen appaiono sotto mentite spoglie nei laboratori ecologici imperiali diretti da Kynes per apprendere le tecniche imperiali e l'uso degli strumenti, che molte volte vengono segretamente prelevati e condotti nelle grotte del deserto. Successivamente, Kynes ordina la predisposizione di molti terreni in cui si iniziano a curare piantagioni di palme e frutteti, nei quali cui vengono rilasciati liberamente anche alcuni branchi di animali.
Kynes non suscita sospetti nell'Impero o nella Casa degli Harkonnen, anzi, con la morte del centocinquantenario Elrood su Kaitain, tutti quanti si dimenticano di lui e della sua missione. Bisognoso di una famiglia e di rinforzare la sua già solida posizione tra i nativi di Arrakis, il ricercatore si sposa con una donna Fremen, figlia di uno dei più rispettati e valorosi naib da cui ha un figlio, Liet, che educa in modo tale che possa un giorno prendere il suo posto.
Dopo aver scoperto alcuni antichi depositi di sale, da cui deduce la remota presenza di mari e oceani ormai estinti, Kynes incomincia ad esplorare alcune caverne dove intende impiantare nuovi importanti laboratori ecologici, fino al giorno in cui muore nel crollo di una parete in una grotta pericolante.
Il suo posto di ecologo imperiale viene preso dal figlio Liet, che proseguirà con la missione ecologica e con le ricerche del messia annunciato dalle più antiche profezie Fremen.